# Jonathan Johnson
Jonathan Guus Ambrose Johnson (Saba, 25 settembre 1976) è l'attuale tenente governatore di Saba, un'isola caraibica facente parte della municipalità dei Paesi Bassi chiamata Paesi Bassi caraibici.

## Biografia
Nato il 25 settembre 1976, Johnson è il terzo e ultimo figlio di Guy e Angela Johnson. 
Dopo il diploma, ottenuto nel 1994, si è trasferito negli Stati Uniti d'America, dove ha conseguito una laurea in scienze dell'educazione presso l'Università della Florida. Una volta tornato in patria ha insegnato alla scuola elementare Sacred Heart per quattro anni per poi divenire, nel 2004, direttore della Saba Comprehensive School, posizione che ha mantenuto fino alla sua nomina a tenente governatore, avvenuta il 1º luglio 2008.
Nel luglio 2014, sempre per decreto reale e su proposta del ministero degli affari interni e delle relazioni del regno, ha ottenuto un secondo mandato, mentre il 24 aprile 2020 ne ha ottenuto un terzo.
Johnson si è sposato nel 2012 con Rosalyn Hassell ed è padre di due figli.